# Tamara Press
Tamara Natanivna Press (ukrainska: Тамара Натанівна Пресс, ryska: Тамара Натановна Пресс - Tamara Natanovna Press), född 10 maj 1937 i Charkov, Ukrainska SSR, Sovjetunionen, död 26 april 2021 i Moskva, var en sovjetisk friidrottare. Hon var syster till Irina Press.
Press blev olympisk mästare i kulstötning vid olympiska sommarspelen 1960 i Rom och vid olympiska sommarspelen 1964 i Tokyo. I diskus blev det silver i Rom och guld i Tokyo. Hon satte också elva världsrekord under sin karriär: fem i kula och sex i diskus.